# サンタ・バルバラ県
サンタ・バルバラ県（Santa Bárbara）は、18あるホンジュラスの県のひとつである。県都は県名と同名のサンタ・バルバラである。ホンジュラス北西部に位置し、海に面していない。
州内では麻薬密売組織により、コカインの生産を目的としたコカの生産が行われている。2023年には国家警察麻薬対策局による麻薬掃討作戦を通じて3万5000ヘクタール以上のコカ畑、コカペーストの製造施設などが破壊された。

## 地勢
- 人口　368,298人（2005年）
- 面積　5,115 km²

## 隣接する県
- イサバル県
- コルテス県
- コマヤグア県
- インティブカ県
- レンピーラ県
- コパン県

## 主な市町村
1. サンタ・バルバラ